# Margaux de Frouville
Margaux Bergeret de Frouville, plus connue sous le nom Margaux de Frouville, née en 1986, est une journaliste française travaillant chez BFM TV depuis octobre 2010.

## Biographie

### Situation personnelle
Fille d’un couple de publicitaires, Margaux de Frouville est née en avril 1986.
Margaux de Frouville est mariée depuis 2014. Elle est également mère de deux enfants.

### Formation et carrière professionnelle
Diplômée en 2008 d'un master en droit propriété littéraire, artistique et industrielle à l'université Paris II Panthéon-Assas après un M1 en droit privé dans la même faculté, Margaux de Frouville intègre le Centre de formation des journalistes d'où elle sort diplômée en 2010.
Après un été au service « Infos générales » de TF1, elle débute comme pigiste pour France 5 et BFM TV. Lauréate du Prix Rotary du jeune reporter d'images, elle tourne un reportage de 26 minutes sur le sort des mères célibataires au Maroc à l'automne 2010. Elle passe ensuite par France Télévisions et collabore quelques mois en tant que journaliste-enquêtrice à C'est notre affaire, une émission sur la consommation diffusée sur France 5 et animée par Claire Fournier.
Depuis 2010 à BFM TV, elle a connu le desk (montage et écriture de sujets), puis le service reportage en 2011.
En 2013-2014, elle présente le Journal de la Nuit du lundi au jeudi et participe aux débats entre 22 h 30 et minuit avec Jean-Baptiste Boursier.
À la rentrée 2014, la journaliste reprend la spécialisation santé et enchaîne les reportages court et long format (malaise infirmier, crise à l'hôpital, scandale de la Dépakine, affaire Naomi Musenga…). Elle travaille également en collaboration avec le docteur Alain Ducardonnet, médecin cardiologue et consultant santé. Ensemble, ils présentent une chronique santé intitulée Prenez soin de vous, diffusée le week-end.
En 2020, le service est considérablement renforcé à l'occasion de la pandémie de Covid-19. Le 3 juin 2020, elle est reçue, avec sa collègue Ruth Elkrief, par le professeur Didier Raoult à l'IHU Méditerranée Infection pour un entretien exclusif afin d'aborder les sujets d'actualité liés à la pandémie de Covid-19.
Le 3 mars 2021, elle présente également le premier live de BFM TV sur la plateforme Twitch.